# لاوري بوليو
لاوري بوليو (بالفرنسية: Laure Boulleau)‏ (22 أكتوبر 1986 بكليرمون فيران في فرنسا - ) هي لاعبة كرة قدم فرنسية في مركز ظهير (كرة القدم)، شاركت في الألعاب الأولمبية الصيفية 2012. وشاركت مع منتخب فرنسا لكرة قدم السيدات. أما مع النوادي، فقد لعبت مع باريس سان جيرمان للسيدات ومركز كليرفونتين.

## وصلات خارجية
- لاوري بوليو على موقع الاتحاد الدولي (مؤرشف)  (الإنجليزية)
- لاوري بوليو على موقع الاتحاد الأوربي (الإنجليزية)
- لاوري بوليو على موقع قاعدة بيانات كرة القدم.إي يو (الإنجليزية)
- لاوري بوليو على موقع ليكيب (الفرنسية)
- لاوري بوليو على موقع Soccerway.com (الإنجليزية)
- لاوري بوليو على موقع أوليمبيديا (الإنجليزية)
- لاوري بوليو على موقع اللجنة الأولمبية الفرنسية (مؤرشف) (الفرنسية)